# Подбранч
Подбранч (на словашки: Podbranč) е село в югозападна Словакия, в Търнавски край, в окръг Сеница. Според Статистическа служба на Словашката република към 31 декември 2021 г. селото има 629 жители.
Разположено е на 288 m надморска височина, на 13 km североизточно от Сеница. Площта му е 14,14 km². Кмет на селото е Милан Кадличек.